# Koralowce czteropromienne
Koralowce czteropromienne, rugozy (Rugosa) – grupa paleozoicznych koralowców kolonijnych (kolonie masywne lub gałązkowe) albo osobniczych. Osobnicze mają kształt rogu lub cylindryczny. We wczesnym stadium rozwojowym powstają trzy pary septów. Pierwsza para to septum główne. Kolejno tworzą się następne dwie pary. Trzy pary septów dzielą kielich koralowca na sześć komór. Jednak dalsze septa tworzą się tylko w czterech komorach. Dlatego nazywa się je koralowcami czteropromiennymi.
Rugozy znane są od ordowiku do późnego permu. Swój rozkwit osiągnęły w dewonie i wczesnym karbonie. Miały duże znaczenie skałotwórcze, stanowią ważny składnik dewońskich i karbońskich wapieni rafowych. W Polsce znane są między innymi z dewońskiej formacji skalskiej oraz z karbonu Gałęzic w Górach Świętokrzyskich i Gór Sowich w Sudetach.
Rewizję taksonomiczną wszystkich rodzajów koralowców czteropromiennych przeprowadziła Dorothy Hill.

## Bibliografia

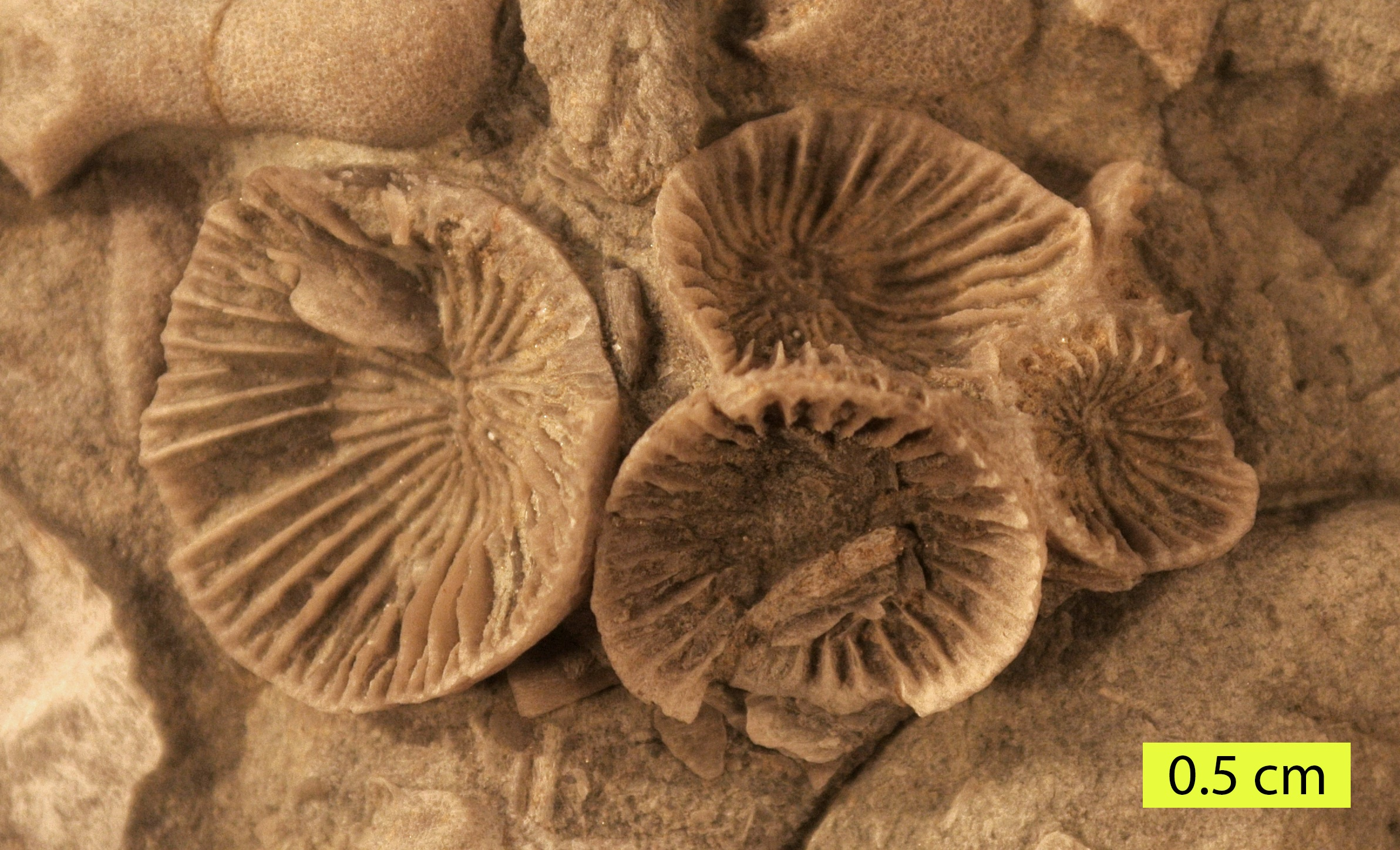
Streptelasma divaricans (Nicholson, 1875).